# Грэхэм, Лорен
Лорен Р. Грэхэм (англ. Loren R. Graham; 29 июня 1933, Хаймера, Индиана, США — 15 декабря 2024) — американский историк науки, ведущий зарубежный учёный по истории российской и советской науки.
Доктор философии (1964), эмерит-профессор Массачусетского технологического института, член Американского философского общества (1995). Отмечен George Sarton Medal (1996).

## Биография
В 1955 году Лорен Грэхэм получил степень бакалавра наук в области химической технологии в Университете Пердью, а в 1964 году — степень доктора философии в области истории в Колумбийском университете.
Почти 50 лет Грэхэм публиковал работы по истории науки и преподавал в университете Индианы, Колумбийском университете, Гарвардском университете и Массачусетском технологическом институте, где он был научным сотрудником по состоянию на 2024 год. Грэхэм был участником одной из первых программ обмена учёными между США и СССР, в рамках которой он работал в Московском государственном университете в 1960—1961 годах. С тех пор он жил и работал в России десятки раз, нередко приезжая по нескольку раз в год. Помимо книг по истории науки он написал также книгу об истории индейцев «A Face in the Rock» и книгу воспоминаний «Moscow Stories», где описал свою юность в США и свои приключения в России. Грэхэм всегда выступал как убеждённый сторонник соблюдения прав человека и развития международного научного сотрудничества. Он был членом попечительского совета Фонда Сороса — организации, которая оказывала массовую материальную помощь российским учёным сразу после распада СССР. Кроме того, в течение многих лет он был членом управляющего совета Программы по фундаментальным исследованиям и высшему образованию, которая поддерживает исследовательскую и преподавательскую работу в российских университетах и финансируется Фондом Макартуров, Фондом Карнеги, Министерством образования и науки Российской Федерации и другими организациями. Грэхэм также был членом консультативного совета американского Фонда гражданских исследований, который поддерживает международное научное сотрудничество.
В течение многих лет он был членом попечительского совета Европейского университета в Санкт-Петербурге и по состоянию на 2024 год продолжал сотрудничество с этим университетом. В частности, Грэхэм подарил Европейскому университету в Санкт-Петербурге несколько тысяч книг из своей личной библиотеки, и теперь эти книги составляют специальную коллекцию, носящую его имя.
Умер 15 декабря 2024 года в возрасте 91 года.

## Научный вклад
В своих работах по истории науки Грэхэм демонстрирует влияние социального контекста на науку, даже на её теоретическую структуру. Например, в книге «Наука и философия в Советском Союзе» (которая даже была выдвинута на престижную литературную премию National Book Award) он разграничил влияние марксизма на российскую науку — в некоторых случаях, таких как лысенковщина, он считает это влияние вредным, а в других случаях, в особенности в физике, психологии и вопросах зарождения жизни, — полезным. В своей книге «Имена бесконечности» (2009; написано в соавторстве с математиком Жаном-Мишелем Кантором) он развивал гипотезу о том, что религиозные ереси оказали положительное влияние на ранние работы представителей Московской математической школы. Таким образом, Грэхэм не является сторонником какого-то одного идеологического взгляда на науку (такого как марксизм или религия), но утверждает, что учёные находятся под воздействием многих разнообразных жизненных ценностей и философских взглядов. Грэхэм обнаруживает, что иногда это воздействие переносится на саму математику, как это показано не только в его исследовании о Московской математической школе, но и в его статье «Do Mathematical Equations Express Social Attributes?» (The Mathematical Intelligencer, 2000).
Помимо сочинений об истории научных теорий Грэхэм издал много работ по организации науки в Советском Союзе и России, в том числе — книги о первых годах Академии наук СССР («The Soviet Academy of Sciences and the Communist Party») и о положении российской науки после распада СССР («Science in the New Russia», написана в соавторстве с Ириной Дежиной).
Книги Грэхэма опубликованы на английском, итальянском, немецком, русском, испанском и китайском языках.

## Награды
- Медаль Жоржа Сартона (1996), высшее отличие Общества истории науки — «за совокупный вклад в изучение истории науки»
- В 2000 — премия «Follo Award» Мичиганского исторического общества «за вклад в изучение истории штата Мичиган»
- Является членом Американской академии искусств и наук и Российской академии естественных наук.

## Частная жизнь
Лорен Грэхэм и его жена Патриция, являющаяся известным историком образования и бывшим деканом Гарвардского университета, много лет назад купили маяк на уединённом острове озера Верхнее, самом крупном и глубоком в системе Великих озёр. Там они проводят летние месяцы, занимаясь писательским трудом, наблюдая природу и участвуя в качестве добровольных помощников Береговой охраны США во многих операциях по спасению попавших в беду моряков. Описание маяка дано на сайте.

## Основные книги
- Moscow in May 1963: Education and Cybernetics (with Oliver Caldwell), Washington, 1964.
- The Soviet Academy of Sciences and the Communist Party, 1927—1932, Princeton University Press, 1967.
- Science and Philosophy in the Soviet Union, Alfred Knopf, 1972.
- Between Science and Values, Columbia University Press, 1981.
- Science in Russia and the Soviet Union: A Short History, Cambridge University Press, 1981.
- Functions and uses of disciplinary histories (edited with Wolf Lepenies and Peter Weingart), Reidel, 1983.
- Red Star: The First Bolshevik Utopia, by Alexander Bogdanov (edited with Richard Stites), Indiana University Press, 1984.
- Science, Philosophy, and Human Behavior in the Soviet Union, Columbia University Press, 1987.
- Science and the Soviet Social Order (edited), Harvard University Press, 1990.
- The Ghost of the Executed Engineer, Harvard University Press, 1993.
- The Face in the Rock: the tale of a Grand Island Chippewa, University of California Press, 1995.
- What Have We Learned about Science and Technology from the Russian Experience?, Stanford University Press, 1998.
- Moscow Stories, Indiana University Press, 2006.
- Grand Island and its Families (with Katherine Geffine Carlson) GIA, 2007.
- Science in the New Russia: Crisis, Aid, Reform (with Irina Dezhina), Indiana University Press, 2008.
- Naming Infinity: A True Story of Religious Mysticism and Mathematical Creativity (with Jean-Michel Kantor), Harvard University Press, 2009.
- Lonely Ideas: Can Russia Compete? MIT Press, 2013.
- Death at the Lighthouse: A Grand Island Riddle, Arbutus Press, 2013.
- Lysenko’s Ghost: Epigenetics and Russia, Harvard University Press, 2016.

## Публикации на русском языке
Монографии
- Грэхэм Л. Естествознание, философия и науки о человеческом поведении в Советском Союзе = Science, Philosophy, and Human Behavior in the Soviet Union / Пер. с англ; послесл. В. С. Степина, с. 424-440. — М.: Политиздат, 1991. — 480 с. — ISBN 5-250-00727-9.
- Грэхэм Л. Очерки истории российской и советской науки = Science in Russia and the Soviet Union / пер. с англ. В. Герович. — М.: Янус-К, 1998. — 312 с. — 1000 экз. — ISBN 5-8037-0007-X.
- Грэхэм Л. Призрак казнённого инженера: Технология и падение Советского Союза[англ.] = The Ghost of the Executed Engineer: Technology and the Fall of the Soviet Union / пер. с англ. А. Стручков. — СПб.: Европейский дом, 2000. — 184 с. — ISBN 5-8015-0060-X.
- Дежина И. Г., Грэхем Л. Наука в новой России: кризис, помощь, реформы. — Ростов-на-Дону: Издательство Южного федерального университета, 2009. — 239 с. : табл. — ISBN 978-5-9275-0577-7
- Грэхэм Л., Кантор Ж.-М. Имена бесконечности. Правдивая история о религиозном мистицизме и математическом творчестве = Naming Infinity: A True Story of Religious Mysticism and Mathematical Creativity. — СПб.: Издательство ЕУСПб,, 2011. — 232 с. — ISBN 978-5-94380-114-3.
- Грэхэм Л. Сможет ли Россия конкурировать? История инноваций в царской, советской и современной России = Lonely Ideas: Can Russia Compete? / пер. с англ. Ю. Константиновой. — М.: Манн, Иванов и Фербер, 2014. — 272 с. — ISBN 978-5-91657-903-1.

Статьи
- Грэхэм Л. Социально-политический контекст доклада Б. М. Гессена о Ньютоне // Вопросы истории естествознания и техники. — № 2. — 1993. — C. 20—31.
- Грэхэм Л. Имеют ли математические уравнения социальные атрибуты? // Науковедение. — № 4. — 2002. — С. 121—131.
- Я — плюралист… (Наш собеседник — профессор Лорен Грэхэм). Предисловие С. С. Илизарова, беседу вёл С. С. Илизаров при участии М. В. Мокровой // Вопросы истории естествознания и техники. — № 1. — 2004. — С. 135—157.